# سکاندالوتو
سکاندالوتو (به بلغاری: Skandaloto) یک منطقهٔ مسکونی در بلغارستان است که در شهرستان آپریلتسی واقع شده‌است.